# 산마리노 올림픽 위원회
산마리노 올림픽 위원회(이탈리아어: Comitato Olimpico Nazionale Sammarinese)는 산마리노의 국가 올림픽 위원회이다. IOC 코드는 SMR이다. 본부는 세라발레에 있으며 유럽 올림픽 위원회에 소속되어 있다.
1959년에 설립되었으며 같은 해에 국제 올림픽 위원회의 승인을 받았다. 올림픽, 유러피언 게임, 유럽 소국 경기 대회를 비롯한 국제 스포츠 대회에 참가하는 산마리노의 선수들을 대표한다.

## 같이 보기
- 올림픽 산마리노 선수단